# Himno de Bogotá
El himno de Bogotá es la composición musical que simboliza a la ciudad capital de Colombia, el cual fue adoptado oficialmente por el decreto 1000 del 31 de julio de 1974.

## Historia
La letra del himno fue escrita por Pedro Medina Avendaño, y la música por el compositor Roberto Pineda Duque. El himno fue seleccionado por un concurso público convocado a través del acuerdo 71 del 9 de septiembre de 1967, cuyo jurado fue nombrado por el decreto número 731 del 3 de julio de 1974.
Los jurados del concurso seleccionaron esta canción el 31 de julio de 1974 y el alcalde Aníbal Fernández de Soto sancionó el decreto 1000, que la acogió como himno de Bogotá. Su estreno se realizó el 7 de agosto de 1974 en un concierto realizado en el Teatro Jorge Eliécer Gaitán.
El acuerdo 1 del 19 de abril de 1988 fija las normas de uso de los símbolos de Bogotá, el decreto 120 del 14 de marzo de 1991 obliga la enseñanza de los símbolos de la ciudad en los centros educativos y a que en todos los actos públicos distritales se entone el himno, y finalmente el decreto 64 del 12 de febrero de 1993 exige que en todos los establecimientos educativos se ize semanalmente la bandera de Bogotá con los acordes del himno. Desde 2003 se decretó la difusión radial y televisiva en las estaciones oficiales del distrito capital. Desde la aprobación de estos decretos, algunos aficionados al fútbol en el Estadio Nemesio Camacho El Campín y otros escenarios deportivos de la ciudad, también han promovido el conocimiento del himno antes de cada partido.

## Letra
CORO
Entonemos un himno a tu cielo, 9+1 10 decosilaba       
a tu/ ti/erra/ y tu/ pu/ro/ vi/vir. 8 octosilabo
Blan/ca/ es/tre/lla/ que/ alum/bra/ en los/ An/des,/ 10+1 11 eudecasilabo
an/cha/ sen/da/ que/ va/ al/ por/venir./(bis) 9 ensasilabo
| ESTROFAS: I Tres/ gue/rre/ros/ a/bri/eron/ tus/ o/jos/ 10 decosilabo a/ una/ es/pa/da, a/ una/ cruz/ y a/ un/ pen/dón./ 10+1 11_ deucasilabo Des/de en/ton/ces/ no/ hay/ mi/e/do/ en/ tus/ lin/des,/ 12+1 13 tridecasilabo ni/ co/di/cia/ en/ tu/ gran/ co/ra/zón/. (C) 10 decosilabo II Hi/rió/ el/ hon/do/ dia/man/te/ un/ a/gos/to/ el/ cor/da/je/ de un/ nu/evo/ la/úd/ y/ hoy/ se/ es/cu/cha/ el/ flu/ir/ me/lo/dio/so/ en/ los/ him/nos/ de/ la/ ju/ven/tudtud/.(C) III Fér/til/ ma/dre/ de/ al/ti/va/ pro/ge/nie/ que/ son/ríe/ an/te/ el/ va/no o/ro/pel/, siem/pre/ a/ten/ta a/ la/ luz/ del/ ma/ña/na/ y al/ pa/sa/do/ y su/ luz/ siem/pre/ fi/el/. (C) IV La/ Sa/ba/na/ es/ un/ ci/elo/ ca/ído/, una/ al/fom/bra/ ten/di/da/ a sus/ pi/es/ y/ del/ mun/do/ va/riado/ que/ ani/mas/ eres/ bra/zo y/ ce/re/bro/ a la/ vez/. (C) V So/bre/viven/ de/ un/ re/ino/ do/ra/do/ de/ un/ im/perio/ sin/ pu/es/tas/ de/ sol/]], en/ ti/ un/ tem/plo/, un/ es/cudo/, una/ reja/, un/ re/ta/blo/, una/ pi/la/, un/ fa/rol/. (C) | VI Al/ gran/ Cal/das/ que/ es/truc/tura/ los/ as/tros/ y a/ Bo/lí/var/ que/ tor/na/ a na/cer/, a/ Na/riño/ ac/cio/nan/do/ la/ im/pren/ta/ co/mo/ en/ sue/ños/ los/ vuel/ves/ a ver/. (C) VII Ca/ros/, Cuer/vos/ y Pom/bos/ y Sil/vas/, tan/tos/ nom/bres/ de/ fama/ in/mortal/, que/ en el/ hilo/ sin/ fin/ de la/ his/toria/ les/ dio/ vida/ tu/ amor/ ma/ter/nal/. (C) VIII Ori/flama/ de la/ Gran/ Co/lombia/ en/ Ca/racas/ y/ Qui/to es/ta/rán/ para/ siem/pre/ la/ luz/ de tu/ glo/ria/ con/ las/ dia/nas/ de/ la li/ber/tad/.(C) IX No/ble/ y/ leal/ en la/ paz/ y en/ la/ gue/rra/ de/ tus/ fuer/tes/ co/linas/ al/ pie/, y/ en/ el ar/co/ de la/ me/dia/ luna/ re/suci/tas/ el/ Cid/ San/ta Fe/. (C) X Flor/ de/ ra/zas,/ com/pen/dio/ y/ co/ro/na/ en/ la/ pa/tria/ no/ hay/ otra/ ni/ ha/brá/, Nues/tra voz/ la/ re/piten/ los/ si/glos/: ¡Bo/gotá/! ¡Bo/gotá/! ¡Bo/gotá/! (C) |